# Architecton
Architecton is een Duits-Frans-Amerikaanse documentairefilm uit 2024, geregisseerd door Viktor Kossakovsky.

## Inhoud
De documentaire handelt over architectuur en hoe het ontwerp en de constructie van gebouwen uit het verre verleden onze vernietiging onthullen, maar ook hoop bieden op overleving en een weg vooruit. Kossakovsky reflecteert op de opkomst en ondergang van beschavingen terwijl hij zich concentreert op een landschapsproject van de Italiaanse architect Michele de Lucchi, waarbij hij beelden gebruikt van de tempelruïnes van Baalbek in Libanon, daterend uit het jaar 60 na Christus, tot de recente verwoesting van steden in Turkije na een aardbeving met een kracht van 7,8 begin 2023.

## Productie
Architecton is de twaalfde speelfilm van documentairemaker Viktor Kossakovsky, en werd gefilmd in een schema van 60 dagen. De film wordt geproduceerd door het Duitse bedrijf Ma.ja.de. samen met het Franse Point du Jour International en Les films du Balibari, in samenwerking met A24 en Hailstone Films. ZDF en ARTE coproduceerden de film.

## Release
Architecton ging op 19 februari 2024 in première op het Internationaal filmfestival van Berlijn in de competitie voor de Gouden Beer.

## Prijzen en nominaties
De belangrijkste:
| Jaar | Prijs                                   | Categorie   | Genomineerde(n)    | Uitslag     |
| ---- | --------------------------------------- | ----------- | ------------------ | ----------- |
| 2024 | Internationaal filmfestival van Berlijn | Gouden Beer | Viktor Kossakovsky | Genomineerd |